# Kaoh Sralau
Kaoh Sralau es una comuna (khum) del distrito de Siem Bouk, en la provincia de Stung Treng, Camboya. En marzo de 2008 tenía una población estimada de 3160 habitantes.
Se encuentra ubicada al noreste del país, a escasa distancia de la confluencia de los ríos Mekong y Tonlé San, y de la frontera con Laos.